# Quiport
La Corporación Quiport S.A. es la empresa que tiene a su cargo el manejo del sistema aeroportuario de Quito, Ecuador. Quiport se encarga de la administración del actual Aeropuerto Internacional Mariscal Sucre, ubicado en la parroquia Tababela, a 24 kilómetros del área urbana del Distrito Metropolitano de Quito. Su actual presidente es Andrew O'Brian. 
Las actividades de Quiport en Quito están reguladas por el municipio a través de la Empresa Pública Metropolitana de Servicios Aeroportuarios.
Quiport estuvo conformada inicialmente por empresas de Canadá, Estados Unidos y Brasil: AECON, Airport Development Corporation (ADC), HAS Development Corporation (HAS-DC) y AG-CCR. En diciembre de 2015, la compañía colombiana Odinsa S.A. adquirió la participación de la Canadiense AECON, convirtiéndose en la compañía con el control mayoritario de Quiport.

## Aeropuertos
Quito
- Aeropuerto Internacional Mariscal Sucre